# Brug 1263
Brug 1263 is een bouwkundig kunstwerk in Amsterdam-Zuidoost, wijk Venserpolder.
Deze voetbrug uit 1981 verzorgt in die wijk een doorlopende maar later afgesloten wandelroute liggende tussen de Agatha Christiesingel en Alexander Dumaslaan in. De brug steekt daar een waterweg over dat gepositioneerd is tussen het Abcouderpad (ook alleen langzaam verkeer) enerzijds en de Anatole Francesingel.
Dirk Sterenberg, als zelfstandig architect werkend vanuit Hoorn ontwierp voor deze omgeving vier bruggen voor de Dienst der Publieke Werken. Het pakket, waarin brug 1263, brug 1264, brug 1265 en brug 1266 werden gebouwd, omvatte alleen voet- en fietsbruggen. De bruggen lijken dan ook sterk op elkaar, maar lijken ook op voet- en fietsbruggen die Sterenberg voor elders in Zuidoost ontwierp.
De brug steunt op betonnen landhoofden met dito borstweringen. Om de overspanning te dragen zijn vier betonnen brugpijlers neergezet met daarover twee jukken. De overspanning wordt gedragen door houten balken waarover een houten loopdek met split tegen de gladheid. De brug heeft begin 21e eeuw een nieuwe houten overspanning gekregen waarbij de oorspronkelijke dikhouten blauw geschilderde leuningen vervangen zijn door een slankere opbouw.
De brug heeft drie doorvaarten, waarvan de middelste 9,15 meter breed is; doorvaart is echter theoretisch; er is in de onderliggende ondiepe gracht geen scheepvaart mogelijk.
Op de brug is een bordje geplaatst waarop te lezen is "Don’t worry too much about life; That gets you nowhere". Schrijver is Evi, uitvoerende Hoodlab X Venserpolder.

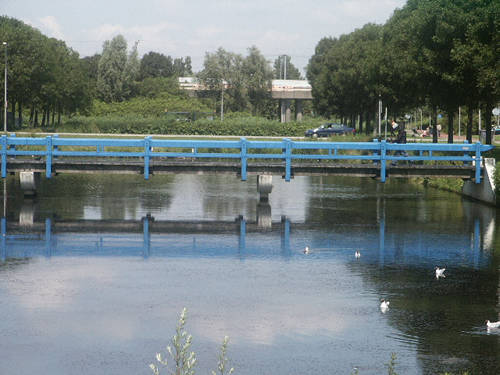
De brug in 2008

<<< · 1201 · 1207 · 1208 · 1209 · 1210 · 1211 · 1212 · 1213 · 1216 · 1217 · 1218 · 1219 · 1220 · 1221 · 1223 · 1224 · 1230 · 1231 · 1246 · 1259 · 1260 · 1261 · 1263 · 1264 · 1265 · 1266 · 1267 · 1268 · 1269 · 1270 · >>>
Brugnummers 1200, brug 1202 (Ouder-Amstel), 1203-1206, 1214, 1215, 1222, 1225-1229, 1232-1245, 1247-1258, 1262 en 1271-1299 zijn niet (meer) in gebruik.